# Брённерслев
Брённерслев (дат. Brønderslev) — город в коммуне Брённерслев области Северная Ютландия в Дании. Он находится в 31 км к северу от Ольборга.

## История
Вестер-Брённерслев был деревней. В 1682 году, в нём было 27 ферм, 46 домов с земельными участками и 1 без земельного участка. Он располагался на расстоянии от главной дороги на Веннсюссель-Ти, поэтому он развивался не так активно, как другие города на острове.
В середине 1830-х, к востоку от деревни была построена дорожная таверна, и с 1843 года, в деревне проходили рынки, которые со временем становились всё больше. Благодаря таверне, рынкам и растущему трафику на дорогах, к 1850-м годам, больше продавцов селились у дороги. Новые экономические законы только этому способствовали.
Позже, в восточной части Брённерслева, помимо трактира, был крупный продуктовый магазин, чугунолитейный завод, кирпичный завод, кузница, пекарня, вагоностроительный завод, а также прядильня.
Весь город развивался за счёт дорожного трафика.
В связи с открытием в 1871 году железной дороги, развитие города происходило в основном благодаря железнодорожной станции. Благодаря ней, в городке появились новые заведения: было построено несколько крупных продуктовых магазинов, кожевенный завод, кирпичный завод, чугунолитейный завод, прядильня.
В 1921 году, Брённерслев стал торговым городом. С тех пор город развился в важный коммерческий и промышленный город. В 1970-х в Брённерслеве открылась гимназия, которая привлекла множество учеников внутренних районов Дании.

## Транспорт

### Железные дороги
Станция Брённерслев расположена на востоке Ютландии. По железным дорогам есть связь с Ольборгом, Орхусом и Копенгагеном. К северу есть связь с Фредериксхавном и Йёррингом. Железная дорога Нёрресунбю-Йёрринг-Фредериксхавн также проходит через город. В 1918 году, Фолькетинг решил разрешить постройку железной дороги от Брённерслева до Блокхуса, а в 1921 году было разрешено строительство железной дороги от Брённерслева в Эрсё, но тем не менее, проекты не были завершены.
Первая железнодорожная станция была построена в 1871 году по проекту архитектора Н. П. Хольсё и снесена в 1966 году. Позже в Брённерслеве была отстроена новая станция, которая используется и по сей день.

### Автодороги
Брённерслев пересекает автодорога E39. Выезды к шоссе в Брённерслеве есть на юго-востоке и северо-востоке. До открытия шоссе, весь трафик проходил по дороге между Ольборгом и Йёррингом. Главная дорога была первоначально сконструирована в 1832 году.
К 2000 году, объездная дорога вокруг Брённерслева была завершена. Благодаря ней, в городе нет интенсивного трафика.
Главные транспортные артерии города — четыре крупные улицы: Нёррегаде, Вестергаде, Сёндергаде и Эстергаде, реже используются Тольструпвей и Маркедсвей.

## Культура

### Спорт
Спортивная ассоциация Брённерслева (дат. Brønderslev Idrætsforening) была сформирована в 1897 году и фокусируется на футболе, гандболе и настольном теннисе. У ассоциации есть помещение на улице Идретсвей, но она организует спортивные мероприятия по всему городу.
Помимо этого, есть также Бадминтон-клуб Брённерслева и Brønderslev Hot Shots, команда по флорболу.
В парке Хеделунд есть теннисные корты, а за городом расположены клуб верховой езды и гольф-клуб.
Брённерслев-Халлерне (дат. Brønderslev Hallerne) — спортивный зал, который является домом для Бокс-клуба Брённерслева и Баскетбольного клуба Брённерслева, в дополнении к Спортивной ассоциации Брённерслева и Brønderslev Hot Shots.
На взлётно-посадочной полосе длиной 550 м к югу от Брённерслева базируется клуб лётчиков.

### Музыка и кинематограф
Знаменитые музыканты играют в Спортивном колледже Северной Ютландии.
В 1990-х город имел насыщенную молодёжную музыкальную жизнь. Парк Хеделунд был местом для проведения рок-концертов. Гимназия Брённерслева до сих пор играет важную роль для местной музыки.
Раньше местная соул-группа была известна тем, что в ней играло много учителей. В настоящее время, группа The Blue Van — самая популярная группа из Брённерслева. Тем не менее, сейчас она базируется в Копенгагене. Другие известные музыканты — Брайан Тронсгаард и Ford T.
У Brønderslev Amatør-Scene есть кинотеатр на улице Нёррегаде, управляемый волонтёрами.

## Города-побратимы
- Несшё, Швеция
- Эйдсберг, Норвегия

## Известные люди
- Педер Мёллер (1877—1940) скрипач
- Эйнар Миккельсен (1880—1971), исследователь и писатель
- Пер Бак (1948—2002), физик-теоретик
- The Blue Van, блюз-рок-группа из Брённерслева